# Lillian Ayscough
Lillian Ayscough   (Nova York, 14 de maig de 1880 - New Castle, 26 de desembre de 1974) fou una sufragista estatunidenca. Originària de Detroit (Michigan), fou presidenta del Partit Nacional de les Dones (NWP) de Connecticut, i vicepresidenta de la branca de Michigan. En la manifestació d'agost del 1918, a la plaça Lafayette, Ascough fou sentenciada a quinze dies de presó. Després, el febrer del 1919 participà en les manifestacions de vigilància i la tornaren a arrestar: fou sentenciada a cinc dies de presó. Fou oradora en la Gira Especial de Sufragistes —també coneguda com la Gira Especial de Presó pel fet que les oradores van expressar les seues experiències com a presoneres polítiques— durant febrer i març del 1919.

## Educació
Ascough estudià a París i Londres per a concerts públics, però deixà d'estudiar per a convertir-se en sufragista.

## Tur especial de sufragistes
Lillian Ascough, Abby Scott Baker, Harriot Stanton Blatch, Lucy Burns, Sarah T. Colvin, Edith Goode, Florence Bayard Hilles, Julia Hurlbut, Caroline Katzenstein, Ella Riegel, Helen Todd, entre d'altres, formaren part del Tur Especial del Sufragi, en el qual parlaren públicament, distribuïren escrits i vengueren la revista The Suffragist. S'atribueix a aquesta gira haver despertat l'interés pel sufragi federal entre moltes dones en edat de votar.

## La marxa de Connecticut del 12 de juliol
Ascough s'uní a una manifestació a Hartford i Simsbury, Connecticut, per a demanar al president Woodrow Wilson que les dones tingueren dret al vot. Les manifestants enviaren un telegrama a Wilson, i el publicaren el 13 de juliol del 1918 en el Hartford Courant:
| «                                    | Nosaltres, ciutadans de Connecticut, reunits a Simsbury, Connecticut, demanem al president que utilitze el seu indubtable poder en favor de les dones, com ja ho ha fet en moltes mesures, per aconseguir el vistiplau del Senat, de l'Esmena del sufragi federal; i així alliberar els magnífics sentiments democràtics que ha expressat com a portaveu d'Amèrica; i defensar els grans principis de la democràcia com a representant entre les nacions". | » |
| — Protestors, ConnecticutHistory.Org | |   |

Allí es va documentar Ascough i declarà que la ment del senador Brandegee pertanyia a una generació anterior i la considerà antiga i «interessant d'observar, però no d'ús actual».